# Mont Lister
Pour les articles homonymes, voir Lister (homonymie).
Le mont Lister est une montagne culminant à 4 025 m d'altitude, formant le point le plus élevé du chaînon de la Royal Society, en Antarctique, dans la terre Victoria. Il a été découvert par l'expédition Discovery (1901–1904), qui l'a baptisé en l'honneur de Lord Joseph Lister, président de la Royal Society de 1895 à 1900. C'est le deuxième 4 000 d'Antarctique à être gravi après le mont Fridtjof Nansen.